# Francesco Tristano

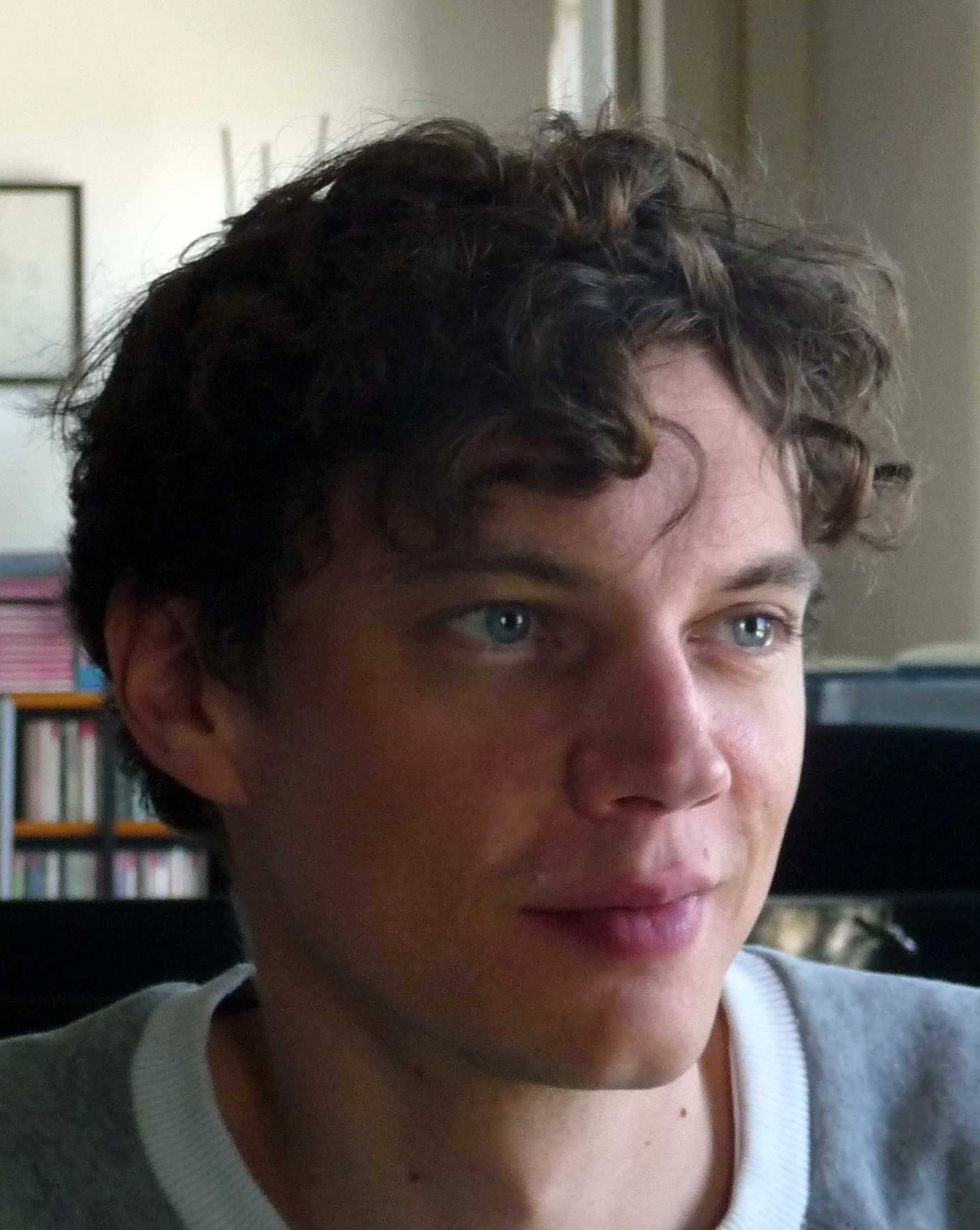
Francesco Tristano

Francesco Tristano Schlimé (Luxemburg, 16 september 1981) is een musicus en componist van klassieke en elektronische muziek.

## Biografie
Francesco Tristano studeerde aan verschillende conservatoria in Luxemburg, Brussel, Riga and Parijs. Hij studeerde af aan de gerenommerde Juilliard School in New York. Hij debuteerde in 2000 met het Russisch National Orkest onder dirigent Michail Pletnev.
In 2006 riep hij (samen met Rami Khalifé en Aymeric Westrich) Aufgang in het leven. In 2009 brachten zij hun eerste album uit. Sinds 2014 speelt Tristano solo of in samenwerking met Bachar Mar-Khalifé (percussie & elektronica) en Pascal Schumacher (vibrafoon, marimba, Glock). Tristano heeft een duidelijk focus op Bach in zijn repertoire, maar hij produceert ook elektronische muziek, bijvoorbeeld met Moritz Von Oswald.